# The Drifter
The Drifter er en amerikansk stumfilm fra 1917 af Fred Kelsey.

## Medvirkende
- Harry Carey
- Claire Du Brey